# Strelasund
Der Strelasund ist ein Meeresarm der Ostsee in Mecklenburg-Vorpommern. Er trennt die Insel Rügen vom Festland bei der Hansestadt Stralsund. Die langgestreckte und mit mehr als zehn Metern für ein inneres vorpommersches Küstengewässer ungewöhnlich tiefe Meerenge hat eine Fläche von 64 Quadratkilometern.

## Entstehung
Die letzte Eiszeit und ihre vor 13.000 Jahren in dieser Region abgeschmolzenen Eismassen hinterließen eine leicht hügelige Geschiebemergellandschaft. Bis mindestens vor 7000 Jahren befand sich dort wahrscheinlich noch ein bewaldetes Tal mit einem Flusslauf, das vom Schmelzwasser des eiszeitlichen Eispanzers eingeschnitten worden war. Mit dem nacheiszeitlichen Meeresspiegelanstieg in der Ostsee (Littorina-Transgression) drang von beiden Seiten das Meer in dieses Tal ein und der Strelasund in seiner heutigen Form entstand.
Das Ufer des Strelasunds ist auf Rügener Seite sowohl durch Steilufer als auch flache Ufer mit Schilfgürtel geprägt, das Festlandufer ist dagegen überwiegend flach.
Informationen über die Entstehung des Strelasunds werden im Deutschen Meeresmuseum in Stralsund gezeigt.

## Geschichte
Im Strelasund fanden 1362 und 1369 Schlachten zwischen dem dänischen König Waldemar IV. und der Flotte der Hanse statt. Als Ergebnis der zweiten Schlacht wurde 1370 der Frieden von Stralsund geschlossen. In den Jahren 1678 und 1715 war der Strelasund Schauplatz von Kämpfen der mit Dänemark verbündeten Preußen gegen die Schweden, als deren Ergebnis jeweils die schwedische Herrschaft in diesem Teil Schwedisch-Pommerns kurzzeitig unterbrochen wurde. Beide Male wurden die Schweden nach der Landung dänischer und brandenburgischer bzw. preußischer Truppen auf Rügen über den Strelasund nach Stralsund zurückgedrängt.

## Strelasundquerung
Über den Strelasund führt – neben Fährverbindungen – seit Mitte der 1930er Jahre eine kombinierte Straßen- und Eisenbahnverbindung. Diese, über die Insel Dänholm führende, feste Verbindung besteht aus der Ziegelgraben-Klappbrücke zwischen Stralsund und Dänholm und dem Rügendamm zwischen Dänholm und Rügen. Seit 2007 gibt es zudem die unmittelbar nördlich parallel verlaufende, als Hochbrücke ausgeführte Rügenbrücke. Sie erlaubt über dem Ziegelgraben eine Schiffsdurchfahrtshöhe von 40 Metern und über dem eigentlichen Strelasund von acht Metern.

## Weiteres
Ein Sportereignis, das einmal jährlich durchgeführt wird, ist das Sundschwimmen, ein Schwimmwettbewerb über eine Strecke von 2,3 Kilometern zwischen Altefähr und Stralsund.
Weithin bekannt ist der Strelasund auch als guter Fanggrund für Hecht- und Zanderangler. Im Brackwasser gibt es eine große Nahrungsvielfalt, weshalb die Raubfische schnell groß werden. Angelei und Berufsfischerei zehren jedoch kräftig am Bestand.
In Stralsund stießen im Jahr 2002 Bauleute auf die Einbäume von Stralsund, drei 6000 bis 7000 Jahre alte Einbäume.